# 沒骨
沒骨是中国画中的一种绘画技巧或手法，是指繪畫時不用墨筆勾勒物體輪廓而是直接採用彩色顏料或水墨描繪物體。
五代十国后蜀黄筌的花畫作品中物體的輪廓線较細，上色后几乎難以察覺輪廓線的痕跡，因而他的花畫被稱為“没骨花枝”。北宋徐崇嗣的花卉繪畫只用彩色顏料画成，人稱為“没骨图”。 